# Goes tigrinus
Goes tigrinus är en skalbaggsart som först beskrevs av Degeer 1775.  Goes tigrinus ingår i släktet Goes och familjen långhorningar. Inga underarter finns listade i Catalogue of Life.